# Haliplus heydeni
Haliplus heydeni är en skalbaggsart som beskrevs av Wehncke 1875. Haliplus heydeni ingår i släktet Haliplus, och familjen vattentrampare. Arten är reproducerande i Sverige.